# Sexto Vitulásio Nepos
Sexto Vitulásio Nepos (em latim: Sextus Vitulasius Nepos) foi um senador romano nomeado cônsul sufecto em 78. Natural de Vestinorum.